# エトムント・アンゲラー
エトムント・アンゲラー（Edmund Angerer ドイツ語: ['ɛtmʊnt 'aŋərɐ]、1740年5月24日 - 1794年8月7日）は、有名な『おもちゃの交響曲』を作曲した音楽家として知られるオーストリアの神父。日本語ではエドムント・アンゲラーとも表記される。

## 生涯

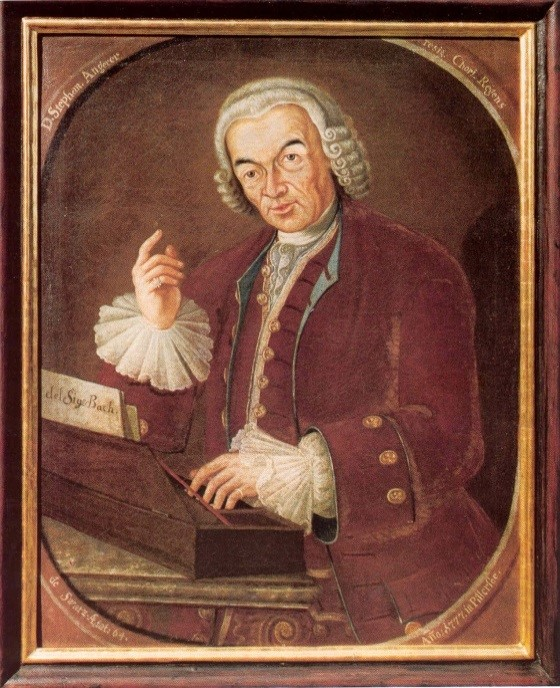
父シュテファン・アンゲラー

エトムント・アンゲラーは1740年、オーストリア大公国のチロル地方の田舎町ザンクト・ヨハン（St. Johann）に生まれる。父は小学校の教師で地元の合唱団の指導者でもあったシュテファン・アンゲラー。父から音楽の手ほどきを受け、さらにインスブルック郊外の町ハルの児童合唱団に入る。
1758年、ベネディクト会修道士としてインスブルックから東に30キロほどの町フィーヒト（Fiecht）のフィーヒト修道院に入り、当地で合唱指導者、オルガン奏者、音楽教師として働く。エトムント・アンゲラー神父は当地で数多くの教会作品やオペレッタ、音楽劇を作曲し、尊敬と名声を得て1794年に同院内で死去した。

## おもちゃの交響曲
広く知られたおもちゃの交響曲は永らく作曲者が判然とせず、推測される作曲者としてフランツ・ヨーゼフ・ハイドン、ミヒャエル・ハイドン、ヴォルフガング・アマデウス・モーツァルト、レオポルト・モーツァルトなどの説が唱えられていたが、こんにちではアンゲラーの作品であることが判明している。
エトムント・アンゲラーの名前が世界的に注目されたのは、死後2世紀を経た1992年であった。チロル地方シュタムス修道院（Stift Stams）の音楽蔵書の中から、1785年ごろ当院の神父シュテファン・パルセッリ（Stefan Paluselli, 1748年 - 1805年）が写譜した『おもちゃの交響曲』のスコアが発見された。そこには同じくチロル出身で、それまで忘れ去られた音楽家エトムント・アンゲラーが1770年ころに作曲したと記されていた。またタイトルとして "Berchtolds-Gaden Musick"（「ベルヒテスガーデンの玩具店製のおもちゃを使った音楽」といった意味の造語）が付けられており、おもちゃ以外の弦楽器の編成としてヴァイオリン、ヴィオラ、バス（Violino, e Viola, con Basso）と記されていた。